# Glycera heteropoda
Glycera heteropoda is een borstelworm uit de familie Glyceridae. Het lichaam van de worm bestaat uit een kop, een cilindrisch, gesegmenteerd lichaam en een staartstukje. De kop bestaat uit een prostomium (gedeelte voor de mondopening) en een peristomium (gedeelte rond de mond) en draagt gepaarde aanhangsels (palpen, antennen en cirri).
Glycera heteropoda werd in 1962 voor het eerst wetenschappelijk beschreven door Hartmann-Schröder.